# Juchenghe
Juchenghe (kinesiska: 拒城河, 拒城河镇) är en köping i Kina. Den ligger i provinsen Shandong, i den östra delen av landet, omkring 250 kilometer öster om provinshuvudstaden Jinan.
Genomsnittlig årsnederbörd är 757 millimeter. Den regnigaste månaden är juli, med i genomsnitt 239 mm nederbörd, och den torraste är januari, med 11 mm nederbörd.